# Trigonospila magna
Trigonospila magna är en tvåvingeart som beskrevs av Hiroshi Shima 1979. Trigonospila magna ingår i släktet Trigonospila och familjen parasitflugor. Inga underarter finns listade i Catalogue of Life.